# SMS Amazone (1900)
Lo SMS Amazone fu un incrociatore leggero della Kaiserliche Marine tedesca, sesta unità della classe Gazelle.
Entrato in servizio nel 1901, l'incrociatore fu impiegato nel corso della prima guerra mondiale principalmente con compiti ausiliari e di difesa costiera nel teatro del mar Baltico, prima di essere ritirato dal servizio di prima linea nel 1916. Una delle poche unità navali concesse alla Germania dal trattato di Versailles, l'Amazone passò nel dopoguerra alla Reichsmarine fino al suo ritiro dal servizio nel 1931; impiegata come nave caserma durante il periodo della seconda guerra mondiale, l'unità fu poi avviata alla demolizione nel 1954.

## Storia
Impostata nei cantieri della Germaniawerft di Kiel nel 1899, la nave fu varata il 6 ottobre 1900 con il nome di SMS Amazone ("Amazzone" in lingua tedesca); l'incrociatore entrò poi in servizio il 15 novembre 1901 venendo assegnato alle forze da ricognizione della Hochseeflotte. Nel 1902 la nave fu assegnata alla Divisione incrociatori del I Squadrone, unitamente agli incrociatori corazzati Prinz Heinrich, Freya e Victoria Louise e agli incrociatori leggeri Hela e Niobe, con cui in agosto partecipò alle grandi manovre addestrative della flotta. L'Amazone continuò a far parte della forza da ricognizione della Hochseeflotte fino allo scoppio della prima guerra mondiale nell'agosto 1914, quando, in ragione della sua obsolescenza, l'incrociatore fu ritirato dalle forze di prima linea e destinato a compiti di difesa costiera nella regione del Mar Baltico.
L'8 maggio 1915, durante un pattugliamento al largo di Capo Arkona, l'Amazone fu attaccato dal sommergibile britannico E1: il battello lanciò un siluro verso l'incrociatore dalla distanza di 1.100 metri, ma mancò il bersaglio. Il 9 settembre seguente, mentre pattugliava l'imboccatura dell'Øresund, l'incrociatore intercettò il sommergibile britannico E18 mentre tentava di penetrare nel Baltico: l'unità tedesca aprì il fuoco sul battello mentre si immergeva e tentò di speronarlo, ma fallì l'attacco e, priva di bombe di profondità non fu in grado di impedire la fuga del sommergibile.
Nel 1916 l'Amazone, ormai inadatto a svolgere compiti bellici, fu disarmato e trasformato in nave scuola per i cadetti dell'accademia navale; l'anno successivo l'unità fu trasformata in nave caserma ancorata nella rada di Kiel, un ruolo che svolse fino alla conclusione delle ostilità. Il trattato di Versailles consentì alla Germania di mantenere il possesso di soli otto vecchi incrociatori leggeri, e l'Amazone fu tra le unità selezionate per fare parte della neonata Reichsmarine: la nave fu sottoposta a lavori di modernizzazione nei cantieri Reichsmarine Werft di Wilhelmshaven tra il 1921 e il 1923, durante i quali la sua prua a rostro fu rimpiazzata da una più moderna prua arcuata o "a clipper" mentre l'armamento fu ristrutturato su dieci cannoni 10,5 cm SK L/45 e due tubi lanciasiluri da 500 mm.
L'Amazone servì con la forza di prima linea della Reichsmarine dal 1923 al 1930; tra i suoi comandanti vi fu anche l'allora Korvettenkapitän Alfred Saalwächter, poi importante ammiraglio della Kriegsmarine durante la seconda guerra mondiale. L'Amazone fu radiato e cancellato dai registri navali il 31 marzo 1931; la nave fu convertita in nave caserma a Kiel per la Commissione accettazione sommergibili, per poi essere destinata al ruolo di nave ausiliaria. L'unità sopravvisse agli eventi della seconda guerra mondiale, venendo impiegata ancora una volta come nave caserma a Brema; lo scafo fu infine avviato alla demolizione ad Amburgo nel 1954.